# Childerich II.
Childerich II. (* um 655; † Herbst 675) war ein merowingischer Frankenkönig von 662 bis 675 in Austrasien, zwischen 673 und 675 des Gesamtreiches. 

## Leben
Childerich war der jüngere Sohn des  Frankenkönigs Chlodwig II. und der Balthild. Im Zeitraum zwischen dem 18. Oktober und dem 9. Dezember 662 ehelichte er Bilichild, die Tochter des Königs Sigibert III., welche seine Halbcousine war. Der Ehe entsprangen um 670 die beiden Söhne Dagobert und Chilperich II.
Nach dem Tod des Pippiniden Childebertus adoptivus im Jahr 662 wurde Childerich II. zum König im Osten des Merowingerreiches (Austrasien) erhoben; allerdings stand er unter der Vormundschaft seiner Tante und späteren Schwiegermutter Chimnechild, der Witwe Sigiberts III. sowie des Hausmeiers Wulfoald. Der Wechsel ging friedlich vor sich, die Großen des Reiches begrüßten wohl das Ende des Intermezzos der Pippiniden. Die darauf folgenden Handlungen, Schenkungen und Verfügungen richteten sich recht eindeutig gegen die Pippiniden und Arnulfinger. Als sein Bruder Chlothar III. 673 starb, wurde Childerich von der neustrischen Opposition gegen seinen vom Hausmeier Ebroin ausgerufenen anderen Bruder Theuderich III. nach Neustrien gerufen. Childerich setzte sich durch, Ebroin und Theuderich wurden ins Kloster verbannt und das Reich wurde noch einmal für kurze Zeit auch faktisch von einem Merowinger regiert. 
Doch bereits kurz darauf, im Herbst 675, fiel Childerich zusammen mit seiner schwangeren Ehefrau und seinem Sohn Dagobert einem Mordkomplott zum Opfer. Grund waren Streitigkeiten zwischen der neustrischen und der austrasischen Partei am Königshof. Childerichs damals etwa fünfjähriger zweiter Sohn Chilperich wurde ins Kloster verbannt. Dort lebte er als „Bruder Daniel“ bis 715, um anschließend von Gegnern Karl Martells auf den Thron gesetzt zu werden. 
Childerich wurde ebenso wie seine Ehefrau in St. Germain-des-Prés in Paris begraben.